# Pikkujärvi (Gällivare socken, Lappland, 751817-168045)
Pikkujärvi är en sjö i Gällivare kommun i Lappland och ingår i Kalixälvens huvudavrinningsområde. Pikkujärvi ligger i Kaitum fjällurskog Natura 2000-område.